# ムトネジェメト (第21王朝)
ムトネジェメト（Mutnedjmet）は、古代エジプト第21王朝の王妃。彼女は兄弟であるプスセンネス1世の偉大なる王の妻だった。
彼女の母親は、第20王朝の最後の支配者であるラムセス11世の娘、ドゥアトハトホル＝ヘヌトタウイだった。